# Colayrac-Saint-Cirq
 Colayrac-Saint-Cirq  es una población y comuna francesa, en la región de Aquitania, departamento de Lot y Garona, en el distrito de Agen y cantón de Agen-Nord.

## Demografía
| 1873 | 2329 | 2551 | 2645 | 2653 | 2717 |
| Para los censos de 1962 a 1999 la población legal corresponde a la población sin duplicidades (Fuente: INSEE [Consultar]) |      |      |      |      |      |